# Luís Atílio Pennacchi
Luís Atílio Pennacchi (Monte Sião, 4 luglio 1918 – ...) è stato un calciatore brasiliano, di ruolo centrocampista.

## Carriera
Dopo aver giocato in patria nel Botafogo si trasferì in Italia alla Lucchese, dove militò per una stagione in Serie A senza mai scendere in campo. La stagione terminò con la retrocessione della squadra e Pennacchi trovò più spazi gli anni seguenti in seconda divisione.
Nel 1941 fu acquistato dal Bari, appena retrocesso in serie cadetta; disputò con i pugliesi i sedicesimi di finale di Coppa Italia con la Lazio (persi 2-4 dalla formazione biancorossa) e non fu mai schierato in campionato.

## Palmarès

### Club

#### Competizioni nazionali
- Serie B: 1

Bari: 1941-1942

#### Competizioni statali
- Campionato Carioca: 1

Botafogo: 1934